# Šuvak
Šuvak je priimek več znanih Slovencev:
- Zvone Šuvak (*1958), hokejist